# Dwayaangam
Dwayaangam es un género de hongos en la familia Orbiliaceae, que comprende 8 especies.

## Especies
- Dwayaangam colodena Sokolski & Bérubé 2006
- Dwayaangam cornuta Descals 1982
- Dwayaangam dichotoma Nawawi 1985
- Dwayaangam gamundiae Cazau, Aramb. & Cabello 1993
- Dwayaangam heterospora G.L. Barron 1991
- Dwayaangam junci Kohlm., Baral & Volkm.-Kohlm. 1998
- Dwayaangam quadridens (Drechsler) Subram. 1978
- Dwayaangam yakuensis (Matsush.) Matsush. 1981